# Д’Арланд, Франсуа Лоран
Франсуа Лоран д’Арланд (фр. François Laurent le Vieux d'Arlandes; 26 сентября 1742 — 1 мая 1809) — французский аристократ, участник первого свободного полёта на воздушном шаре (вместе с Пилатром де Розье).

## Биография
Служил в королевской гвардии, в 1783 году наблюдал за опытами воздухоплавания, показанными братьями Монгольфье. Вместе с Пилатром де Розье убедил короля Людовика XVI в том, что первый полёт людей на воздушном шаре должен быть осуществлён представителями высшего сословия. После нескольких тренировочных подъёмов в воздух на привязанном шаре 21 ноября 1783 г. Пилатр де Розье и маркиз д’Арланд взлетели в Булонском лесу и, пролетев около 9 километров, приземлились на холме Бют-о-Кай, тогдашней окраине Парижа.
Полет продолжался около 25 минут на высоте, достигавшей 3000 футов. После приземления Франсуа и Пилатр отпраздновали удачу, распив шампанское, чем положили начало традиции, существующей в воздухоплавании до сего дня.
Последующие воздухоплавательные проекты д’Арланда не были осуществлены. После Французской революции он был уволен с военной службы и провёл остаток жизни в родовом замке. Согласно некоторым источникам, он совершил самоубийство.